# Psalm 7

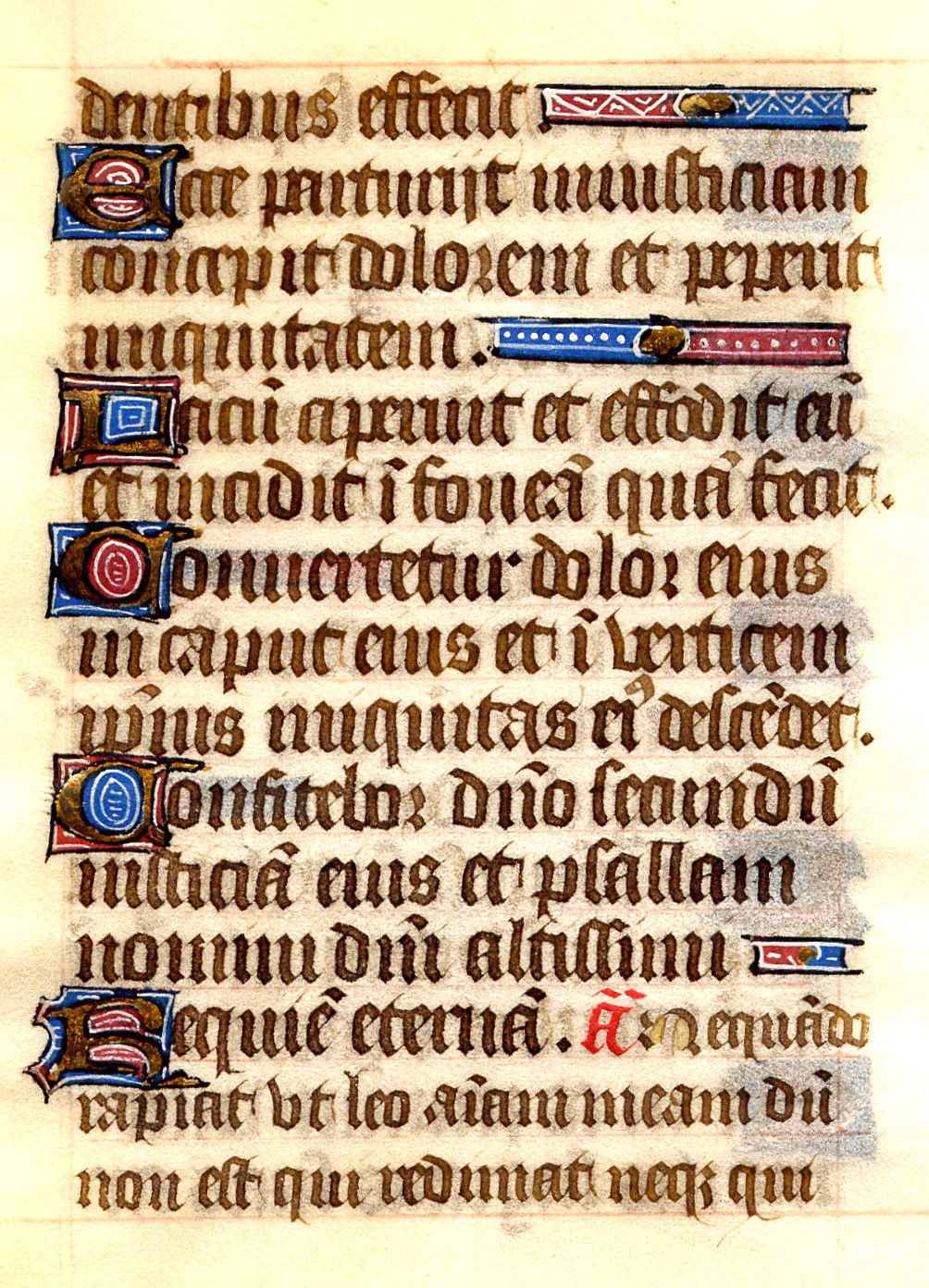
Der Psalm in einem französischen Stundengebetsbuch des 15. Jahrhunderts

Der 7. Psalm ist ein Psalm Davids und gehört in die Reihe der Klagelieder eines Einzelnen.

## Gliederung
Eine mögliche Gliederung den Psalm sieht folgendermaßen aus:
- Vers 2f: Anrufung Gottes um Hilfe
- Vers 4–6: Unschuldsbeteuerung
- Vers 7–10: Herbeiwünschen des Weltgerichts über seine Feinde
- Vers 11f: Tröstliche Gewissheit auf JHWH
- Vers 13–17: Gegenüberstellung des frevelhaften Feindes dem Weltgericht
- Vers 18: Gelübde

## Vertonung
- Heinrich Schütz, aus dem Beckerscher Psalter (1628, rev. 1661) – SWV 103